# 서울가재울초등학교
서울가재울초등학교는 대한민국 서울특별시 서대문구에 있는 공립 초등학교이다.

## 연혁
- 2013.12 학교 공사 착공
- 2016.03.01 서울형 혁신학교 신규지정[2]
- 2016.03.02 개교
- 2016.04.28 개교식

## 참고 자료
- 서울가재울초등학교 - 한국교육학술정보원 학교알리미